# Dolihil-P-Glc:Glc1Man9GlcNAc2-PP-dolihol alfa-1,3-glukoziltransferaza
Dolihil-P-Glc:Glc1Man9GlcNAc2-PP-dolihol alfa-1,3-glukoziltransferaza (EC 2.4.1.265, ALG8, Dol-P-Glc:Glc1Man9GlcNAc2-PP-Dol alfa-1,3-glukoziltransferaza) je enzim sa sistematskim imenom dolihil beta--glukozil fosfat:-difosfodolihol alfa-1,3-glukoziltransferaza. Ovaj enzim katalizuje sledeću hemijsku reakciju
dolihil beta--glukozil fosfat + -difosfodolihol {\displaystyle \rightleftharpoons } -difosfodolihol + dolihil fosfat
Konsekutivna adicija tri glukozna ostatka posredstvom enzima EC 2.4.1.267 (dolihil-P-Glc:Man9GlcNAc2-PP-dolihol alfa-1,3-glukoziltransferaza), EC 2.4.1.265 i EC 2.4.1.256 (dolihil-P-Glc:Glc2Man9GlcNAc2-PP-dolihol alfa-1,2-glukoziltransferaza) predstavlja finalni korak formiranja lipid-vezanog oligosaharidnog sklopa.

## Literatura
- Nicholas C. Price; Lewis Stevens (1999). Fundamentals of Enzymology: The Cell and Molecular Biology of Catalytic Proteins (Third изд.). USA: Oxford University Press. ISBN 019850229X.
- Eric J. Toone (2006). Advances in Enzymology and Related Areas of Molecular Biology, Protein Evolution (Volume 75 изд.). Wiley-Interscience. ISBN 0471205036.
- Branden C; Tooze J. Introduction to Protein Structure. New York, NY: Garland Publishing. ISBN 0-8153-2305-0.
- Irwin H. Segel. Enzyme Kinetics: Behavior and Analysis of Rapid Equilibrium and Steady-State Enzyme Systems (Book 44 изд.). Wiley Classics Library. ISBN 0471303097.

## Spoljašnje veze
- Dolichyl-P-Glc:Glc1Man9GlcNAc2-PP-dolichol+alpha-1,3-glucosyltransferase на 